# Quatrième district congressionnel de l'Indiana
Le 4e district congressionnel de l'Indiana est un district de l'État américain de l'Indiana. De 2003 à 2013, le district était basé principalement dans la partie centrale de l'État et comprenait la totalité des comtés de Boone, Clinton, Hendricks, Morgan, Lawrence, Montgomery et Tippecanoe et des parties de Fountain, Johnson, Marion, Monroe et White. Le district entourait Indianapolis, y compris la banlieue de Greenwood et englobait les zones plus rurales de Crawfordsville et Bedford, ainsi que la ville universitaire de Lafayette-West Lafayette, contenant l'Université Purdue.
Avant le recensement américain de 2000, la majeure partie du territoire actuellement dans le 4e district congressionnel était située dans le 7e district ; l'ancien 4e district était le district de Fort Wayne, qui est maintenant le 3e district. À partir du redécoupage de 2012, le district s'est légèrement déplacé vers le nord et l'ouest pour inclure la frontière de l'Illinois, tout en perdant la banlieue est d'Indianapolis. Il comprend actuellement Crawfordsville, Lafayette, la banlieue ouest d'Indianapolis et des parties de Kokomo.
Le district est actuellement représenté par le Républicain Jim Baird, qui a succédé à Todd Rokita, qui a quitté son siège à la Chambre pour briguer le siège du Sénat américain de l'Indiana détenu par le Démocrate Joe Donnelly, perdant la nomination républicaine au profit du sénateur Mike Braun. Baird a été élu le 6 novembre.

## Géographie
| #   | Comté      | Siège          | Population |
| --- | ---------- | -------------- | ---------- |
| 7   | Benton     | Fowler         | 8 719      |
| 11  | Boone      | Lebanon        | 74 614     |
| 15  | Carroll    | Delphi         | 20 555     |
| 17  | Cass       | Logansport     | 37 540     |
| 23  | Clinton    | Frankfort      | 32 843     |
| 45  | Fountain   | Covington      | 16 574     |
| 63  | Hendricks  | Danville       | 182 534    |
| 67  | Howard     | Kokomo         | 83 574     |
| 73  | Jasper     | Rensselaer     | 33 281     |
| 107 | Montgomery | Crawfordsville | 38 273     |
| 109 | Morgan     | Martinsville   | 72 236     |
| 111 | Newton     | Kentland       | 13 823     |
| 133 | Putnam     | Greencastle    | 37 301     |
| 157 | Tippecanoe | Lafayette      | 188 717    |
| 171 | Warren     | Williamsport   | 8 461      |
| 181 | White      | Monticello     | 24 598     |

### Villes de 10 000 habitants ou plus
- Lafayette - 70 783
- West Lafayette - 44 595
- Plainfield - 34 625
- Zionsville - 30 603
- Brownsburg - 30 068
- Avon - 21 474
- Logansport - 18 366
- Frankfort - 16 715
- Lebanon - 16 662
- Crawfordsville - 16 306
- Martinsville - 12 309
- Danville - 10 559
- Whitestown - 10 178

### 2 500 à 10 000 habitants
- Greencastle - 9 820
- Mooresville - 9 411
- Rensselaer - 5 733
- Monticello - 5 508
- DeMotte - 4 168
- Roselawn - 4 132
- Pittsboro - 3 682
- Attica - 3 036
- Heritage Lake - 3 012
- Delphi - 2 961
- Brooklyn - 2 511

Depuis 2023, le 4e district congressionnel de l'Indiana est situé dans l'ouest de l'Indiana. Il comprend les comtés de Benton, Boone, Carroll, Clinton, Hendricks, Jasper, Montgomery, Morgan, Newton, Putnam, Tippecanoe, Warren et White dans leur intégralité, ainsi que des parties des comtés de Cass et Fountain et une ville du comté de Howard.
Le comté de Cass est divisé entre ce district et le 2e district. Ils sont divisés en gros par Indiana S Co Rd 200E, Indiana S Co Rd 500E, Indiana N Co Rd 50E et Indiana N Co Rd 600W. Le 4e district englobe la majeure partie de la ville de Logansport et les cinq villes de Boone, Clinton, Eel, Jefferson, Noble, Washington et une partie de la ville de Deer Creek.
Le comté de Fountain est divisé entre ce district et le 8e district. Ils sont divisés à la frontière ouest par Indiana State Rt 32, East Prairie Chapel Rd et South New Liberty Rd, et à la frontière sud-est par North Sandhill Rd, Indiana West 260N, North Portland Arch Rd, West County Home Rd et Indiana. Ouest 450N. Le 4e district comprend les villes d'Attica, Hillsboro, Mellott et Newton, et les trois villes de Davis, Logan et Richland, la plupart des villes de Cain et Troy.
Le comté de Howard se trouve principalement dans le 5e district, avec une partie de la ville de Russiaville et la ville de Honey Creek. Le comté est divisé par Indiana County Rd S 750 West, East Main St et Indiana County Rd S 650 West.

## Historique de vote
| Année | Poste     | Résultats              |
| ----- | --------- | ---------------------- |
| 2000  | Président | Bush 66,0 % - 32,0 %   |
| 2004  | Président | Bush 69,0 % - 30,0 %   |
| 2008  | Président | McCain 54,2 % - 44,6 % |
| 2012  | Président | Romney 60,9 % - 36,9 % |
| 2016  | Président | Trump 64,3 % - 30,2 %  |
| 2020  | Président | Trump 63,8 % - 34,0 %  |

## Liste des représentants du district
| Membre                         | Parti           | Années                          | Congrès        | Histoire électorale |
| ------------------------------ | --------------- | ------------------------------- | -------------- | --- |
| District établi le 4 mars 1833 |                 |                                 |                | |
| Amos Lane (en)                 | Jacksonien (en) | 4 mars 1833 - 3 mars 1837       | 23e , 24e      | Élu en 1833. Réélu en 1835. perd sa réélection. |
| George H. Dunn (en)            | Whig            | 4 mars 1837 - 3 mars 1839       | 25e            | Élu en 1837. perd sa réélection. |
| Thomas Smith (en)              | Démocrate       | 4 mars 1839 - 3 mars 1841       | 26e            | Élu en 1839. perd sa réélection. |
| James H. Cravens (en)          | Whig            | 4 mars 1841 - 3 mars 1843       | 27e            | Élu en 1841. Retrait. |
| Caleb Smith                    | Whig            | 4 mars 1843 - 3 mars 1849       | 28-3028e - 30e | Élu en 1843. Réélu en 1845. Réélu en 1847. Retrait. |
| George Julian (en)             | Free Soil Party | 4 mars 1849 - 3 mars 1851       | 31e            | Élu en 1849. perd sa réélection. |
| Samuel W. Parker (en)          | Whig            | 4 mars 1851 - 3 mars 1853       | 32e            | Élu en 1851. Redécoupage vers le 5e district. |
| James H. Lane (en)             | Démocrate       | 4 mars 1853 - 3 mars 1855       | 33e            | Élu en 1852. Retrait. |
| William Cumback (en)           | Free Soil Party | 4 mars 1855 - 3 mars 1857       | 34e            | Élu en 1854. perd sa réélection en tant que Républicain. |
| James B. Foley (en)            | Démocrate       | 4 mars 1857 - 3 mars 1859       | 35e            | Élu en 1856. Retrait. |
| William S. Holman (en)         | Démocrate       | 4 mars 1859 - 3 mars 1865       | 36e - 38e      | Élu en 1858. Réélu en 1860. Réélu en 1862. Retrait. |
| John H. Farquhar (en)          | Républicain     | 4 mars 1865 - 3 mars 1867       | 39e            | Élu en 1864. Retrait. |
| William S. Holman (en)         | Démocrate       | 4 mars 1867 - 3 mars 1869       | 40e            | Élu en 1866. Redécoupage vers le 3e district. |
| George W. Julian (en)          | Républicain     | 4 mars 1869 - 3 mars 1871       | 41e            | Redécoupage depuis le 5e district et réélu en 1868. perd sa renomination.                                                                                               |
| Jeremiah M. Wilson (en)        | Républicain     | 4 mars 1871 - 3 mars 1875       | 42e , 43e      | Élu en 1870. Réélu en 1872. Retrait. |
| Jeptha D. New (en)             | Démocrate       | 4 mars 1875 - 3 mars 1877       | 44e            | Élu en 1874. Retrait. |
| Leonidas Sexton (en)           | Républicain     | 4 mars 1877 - 3 mars 1879       | 45e            | Élu en 1876. perd sa réélection. |
| Jeptha D. New (en)             | Démocrate       | 4 mars 1879 - 3 mars 1881       | 46e            | Élu en 1878. Retrait. |
| William S. Holman (en)         | Démocrate       | 4 mars 1881 - 3 mars 1895       | 47e - 53e      | Élu en 1880. Réélu en 1882. Réélu en 1884. Réélu en 1886. Réélu en 1888. Réélu en 1890. Réélu en 1892. perd sa réélection.                                              |
| James E. Watson (en)           | Républicain     | 4 mars 1895 - 3 mars 1897       | 54e            | Élu en 1894. Retrait. |
| William S. Holman (en)         | Démocrate       | 4 mars 1897 - 22 avril 1897     | 55e            | Élu en 1896. Décès. |
| Vacant                         | Vacant          | 22 avril 1897 - 6 décembre 1897 | 55e            | |
| Francis M. Griffith (en)       | Démocrate       | 6 décembre 1897 - 3 mars 1905   | 55e - 58e      | Élu pour terminer le mandat de Holman. Réélu en 1898. Réélu en 1900. Réélu en 1902. Retrait.                                                                            |
| Lincoln Dixon (en)             | Démocrate       | 4 mars 1905 - 3 mars 1919       | 59e - 65e      | Élu en 1904. Réélu en 1906. Réélu en 1908. Réélu en 1910. Réélu en 1912. Réélu en 1914. Réélu en 1916. perd sa réélection.                                              |
| John S. Benham (en)            | Républicain     | 4 mars 1919 - 3 mars 1923       | 66e , 67e      | Élu en 1918. Réélu en 1920. perd sa réélection. |
| Harry C. Canfield (en)         | Démocrate       | 4 mars 1923 - 3 mars 1933       | 68e - 72e      | Élu en 1922. Réélu en 1924. Réélu en 1926. Réélu en 1928. Réélu en 1930. perd sa réélection.                                                                            |
| James I. Farley (en)           | Démocrate       | 4 mars 1933 - 3 janvier 1939    | 73e - 75e      | Élu en 1932. Réélu en 1934. Réélu en 1936. perd sa réélection. |
| George W. Gillie (en)          | Républicain     | 3 janvier 1939 - 3 janvier 1949 | 76e - 80e      | Élu en 1938. Réélu en 1940. Réélu en 1942. Réélu en 1944. Réélu en 1946. perd sa réélection.                                                                            |
| Edward H. Kruse (en)           | Démocrate       | 3 janvier 1949 - 3 janvier 1951 | 81e            | Élu en 1948. perd sa réélection. |
| E. Ross Adair (en)             | Républicain     | 3 janvier 1951 - 3 janvier 1971 | 82e - 91e      | Élu en 1950. Réélu en 1952. Réélu en 1954. Réélu en 1956. Réélu en 1958. Réélu en 1960. Réélu en 1962. Réélu en 1964. Réélu en 1966. Réélu en 1968. perd sa réélection. |
| J. Edward Roush (en)           | Démocrate       | 3 janvier 1971 - 3 janvier 1977 | 92e - 94e      | Élu en 1970. Réélu en 1972. Réélu en 1974. perd sa réélection. |
| Dan Quayle                     | Républicain     | 3 janvier 1977 - 3 janvier 1981 | 95e , 96e      | Élu en 1976. Réélu en 1978. Retrait pour se présenter comme Sénateur des États-Unis.                                                                                    |
| Dan Coats                      | Républicain     | 3 janvier 1981 - 3 janvier 1989 | 97e - 100e     | Élu en 1980. Réélu en 1982. Réélu en 1984. Réélu en 1986. Réélu en 1988. Démissionne lorsque nommé Sénateur des États-Unis.                                             |
| Jill Long (en)                 | Démocrate       | 28 mars 1989 - 3 janvier 1995   | 101e - 103e    | Élue pour terminer le mandat de Coats. Réélue en 1990. Réélue en 1992. perd sa réélection.                                                                              |
| Mark Souder                    | Républicain     | 3 janvier 1995 - 3 janvier 2003 | 104e - 107e    | Élu en 1994. Réélu en 1996. Réélu en 1998. Réélu en 2000. Redécoupage vers le 3e district.                                                                              |
| Steve Buyer (en)               | Républicain     | 3 janvier 2003 - 3 janvier 2011 | 108e - 111e    | Redécoupage depuis le 5e district et réélu en 2002. Réélu en 2004. Réélu en 2006. Réélu en 2008. Retrait.                                                               |
| Todd Rokita                    | Républicain     | 3 janvier 2011 - 3 janvier 2019 | 112e - 115e    | Élu en 2010. Réélu en 2012. Réélu en 2014. Réélu en 2016. Retrait pour se présenter comme Sénateur des États-Unis.                                                      |
| Jim Baird                      | Républicain     | 3 janvier 2019 - Présent        | 116e - 118e    | Élu en 2018. Réélu en 2020. Réélu en 2022. |

## Résultats des récentes élections du district
Voici les résultats des dix précédents cycles électoraux dans le district.

## Frontières historiques du district

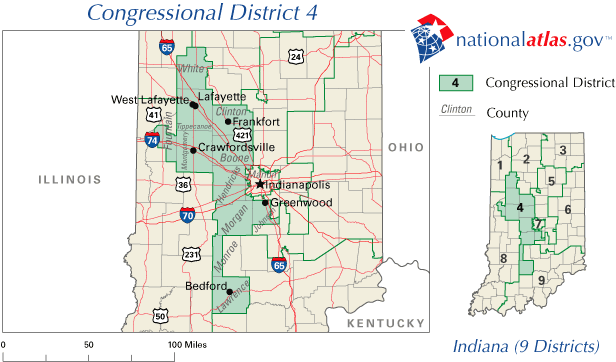
2003 - 2013

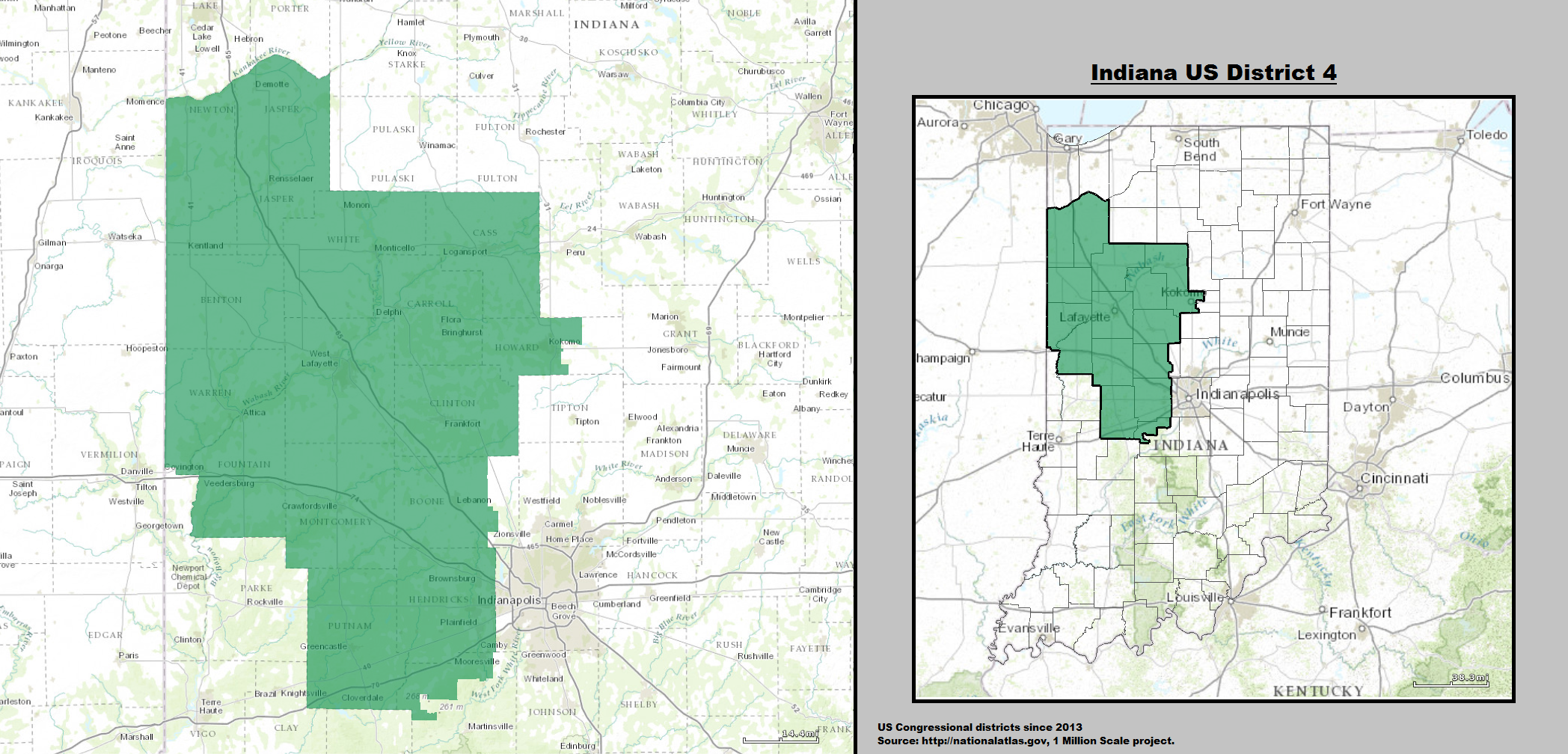
2013 - 2023

### 2004
| Élection de 2004 du 4e district congressionnel de l'Indiana | Élection de 2004 du 4e district congressionnel de l'Indiana | Élection de 2004 du 4e district congressionnel de l'Indiana | Élection de 2004 du 4e district congressionnel de l'Indiana | Élection de 2004 du 4e district congressionnel de l'Indiana |
| ----------------------------------------------------------- | ----------------------------------------------------------- | ----------------------------------------------------------- | ----------------------------------------------------------- | ----------------------------------------------------------- |
| Parti                                                       | Parti                                                       | Candidat                                                    | Votes                                                       | %                                                           |
|                                                             | Républicain                                                 | Steve Buyer (en) (sortant)                                  | 190 445                                                     | 69,47                                                       |
|                                                             | Démocrate                                                   | David Sanders                                               | 77 574                                                      | 28,30                                                       |
|                                                             | Libertarien                                                 | Kevin R. Fleming                                            | 6 119                                                       | 2,23                                                        |
| Total des votes                                             | Total des votes                                             | Total des votes                                             | 274 138                                                     | 100 %                                                       |
|                                                             | Les Républicains conservent                                 |                                                             |                                                             |                                                             |

### 2006
| Élection de 2006 du 4e district congressionnel de l'Indiana | Élection de 2006 du 4e district congressionnel de l'Indiana | Élection de 2006 du 4e district congressionnel de l'Indiana | Élection de 2006 du 4e district congressionnel de l'Indiana | Élection de 2006 du 4e district congressionnel de l'Indiana |
| ----------------------------------------------------------- | ----------------------------------------------------------- | ----------------------------------------------------------- | ----------------------------------------------------------- | ----------------------------------------------------------- |
| Parti                                                       | Parti                                                       | Candidat                                                    | Votes                                                       | %                                                           |
|                                                             | Républicain                                                 | Steve Buyer (en) (sortant)                                  | 111 057                                                     | 62,38                                                       |
|                                                             | Démocrate                                                   | David Sanders                                               | 66 986                                                      | 37,62                                                       |
| Total des votes                                             | Total des votes                                             | Total des votes                                             | 178 043                                                     | 100 %                                                       |
|                                                             | Les Républicains conservent                                 |                                                             |                                                             |                                                             |

### 2008
| Élection de 2008 du 4e district congressionnel de l'Indiana | Élection de 2008 du 4e district congressionnel de l'Indiana | Élection de 2008 du 4e district congressionnel de l'Indiana | Élection de 2008 du 4e district congressionnel de l'Indiana | Élection de 2008 du 4e district congressionnel de l'Indiana |
| ----------------------------------------------------------- | ----------------------------------------------------------- | ----------------------------------------------------------- | ----------------------------------------------------------- | ----------------------------------------------------------- |
| Parti                                                       | Parti                                                       | Candidat                                                    | Votes                                                       | %                                                           |
|                                                             | Républicain                                                 | Steve Buyer (en) (sortant)                                  | 192 526                                                     | 59,87                                                       |
|                                                             | Démocrate                                                   | Nels J. Ackerson                                            | 129 038                                                     | 40,13                                                       |
| Total des votes                                             | Total des votes                                             | Total des votes                                             | 321 564                                                     | 100 %                                                       |
|                                                             | Les Républicains conservent                                 |                                                             |                                                             |                                                             |

### 2010
| Élection de 2010 du 4e district congressionnel de l'Indiana | Élection de 2010 du 4e district congressionnel de l'Indiana | Élection de 2010 du 4e district congressionnel de l'Indiana | Élection de 2010 du 4e district congressionnel de l'Indiana | Élection de 2010 du 4e district congressionnel de l'Indiana |
| ----------------------------------------------------------- | ----------------------------------------------------------- | ----------------------------------------------------------- | ----------------------------------------------------------- | ----------------------------------------------------------- |
| Parti                                                       | Parti                                                       | Candidat                                                    | Votes                                                       | %                                                           |
|                                                             | Républicain                                                 | Todd Rokita                                                 | 138 732                                                     | 68,57                                                       |
|                                                             | Démocrate                                                   | David Sanders                                               | 53 167                                                      | 26,28                                                       |
|                                                             | Libertarien                                                 | John Duncan                                                 | 10 423                                                      | 5,15                                                        |
| Total des votes                                             | Total des votes                                             | Total des votes                                             | 202 322                                                     | 100 %                                                       |
|                                                             | Les Républicains conservent                                 |                                                             |                                                             |                                                             |

### 2012
| Élection de 2012 du 4e district congressionnel de l'Indiana | Élection de 2012 du 4e district congressionnel de l'Indiana | Élection de 2012 du 4e district congressionnel de l'Indiana | Élection de 2012 du 4e district congressionnel de l'Indiana | Élection de 2012 du 4e district congressionnel de l'Indiana |
| ----------------------------------------------------------- | ----------------------------------------------------------- | ----------------------------------------------------------- | ----------------------------------------------------------- | ----------------------------------------------------------- |
| Parti                                                       | Parti                                                       | Candidat                                                    | Votes                                                       | %                                                           |
|                                                             | Républicain                                                 | Todd Rokita (sortant)                                       | 168 688                                                     | 61,96                                                       |
|                                                             | Démocrate                                                   | Tara Nelson                                                 | 93 015                                                      | 34,16                                                       |
|                                                             | Libertarien                                                 | Benjamin Gehlhausen                                         | 10 565                                                      | 3,88                                                        |
| Total des votes                                             | Total des votes                                             | Total des votes                                             | 272 268                                                     | 100 %                                                       |
|                                                             | Les Républicains conservent                                 |                                                             |                                                             |                                                             |

### 2014
| Élection de 2014 du 4e district congressionnel de l'Indiana | Élection de 2014 du 4e district congressionnel de l'Indiana | Élection de 2014 du 4e district congressionnel de l'Indiana | Élection de 2014 du 4e district congressionnel de l'Indiana | Élection de 2014 du 4e district congressionnel de l'Indiana |
| ----------------------------------------------------------- | ----------------------------------------------------------- | ----------------------------------------------------------- | ----------------------------------------------------------- | ----------------------------------------------------------- |
| Parti                                                       | Parti                                                       | Candidat                                                    | Votes                                                       | %                                                           |
|                                                             | Républicain                                                 | Todd Rokita (sortant)                                       | 94 998                                                      | 66,87                                                       |
|                                                             | Démocrate                                                   | John Dale                                                   | 47 056                                                      | 33,13                                                       |
| Total des votes                                             | Total des votes                                             | Total des votes                                             | 142 054                                                     | 100 %                                                       |
|                                                             | Les Républicains conservent                                 |                                                             |                                                             |                                                             |

### 2016
| Élection de 2016 du 4e district congressionnel de l'Indiana | Élection de 2016 du 4e district congressionnel de l'Indiana | Élection de 2016 du 4e district congressionnel de l'Indiana | Élection de 2016 du 4e district congressionnel de l'Indiana | Élection de 2016 du 4e district congressionnel de l'Indiana |
| ----------------------------------------------------------- | ----------------------------------------------------------- | ----------------------------------------------------------- | ----------------------------------------------------------- | ----------------------------------------------------------- |
| Parti                                                       | Parti                                                       | Candidat                                                    | Votes                                                       | %                                                           |
|                                                             | Républicain                                                 | Todd Rokita (sortant)                                       | 193 412                                                     | 64,59                                                       |
|                                                             | Démocrate                                                   | John Dale                                                   | 91 256                                                      | 30,48                                                       |
|                                                             | Libertarien                                                 | Steven Mayoras                                              | 14 766                                                      | 4,9                                                         |
| Total des votes                                             | Total des votes                                             | Total des votes                                             | 299 434                                                     | 100 %                                                       |
|                                                             | Les Républicains conservent                                 |                                                             |                                                             |                                                             |

### 2018
| Élection de 2018 du 4e district congressionnel de l'Indiana | Élection de 2018 du 4e district congressionnel de l'Indiana | Élection de 2018 du 4e district congressionnel de l'Indiana | Élection de 2018 du 4e district congressionnel de l'Indiana | Élection de 2018 du 4e district congressionnel de l'Indiana |
| ----------------------------------------------------------- | ----------------------------------------------------------- | ----------------------------------------------------------- | ----------------------------------------------------------- | ----------------------------------------------------------- |
| Parti                                                       | Parti                                                       | Candidat                                                    | Votes                                                       | %                                                           |
|                                                             | Républicain                                                 | Jim Baird                                                   | 156 539                                                     | 64,1                                                        |
|                                                             | Démocrate                                                   | Tobi Beck                                                   | 87 824                                                      | 35,9                                                        |
| Total des votes                                             | Total des votes                                             | Total des votes                                             | 244 363                                                     | 100 %                                                       |
|                                                             | Les Républicains conservent                                 |                                                             |                                                             |                                                             |

### 2020
| Élection de 2020 du 4e district congressionnel de l'Indiana | Élection de 2020 du 4e district congressionnel de l'Indiana | Élection de 2020 du 4e district congressionnel de l'Indiana | Élection de 2020 du 4e district congressionnel de l'Indiana | Élection de 2020 du 4e district congressionnel de l'Indiana |
| ----------------------------------------------------------- | ----------------------------------------------------------- | ----------------------------------------------------------- | ----------------------------------------------------------- | ----------------------------------------------------------- |
| Parti                                                       | Parti                                                       | Candidat                                                    | Votes                                                       | %                                                           |
|                                                             | Républicain                                                 | Jim Baird (sortant)                                         | 225 531                                                     | 66,6                                                        |
|                                                             | Démocrate                                                   | Joe Mackey                                                  | 112 984                                                     | 33,4                                                        |
| Total des votes                                             | Total des votes                                             | Total des votes                                             | 338 515                                                     | 100 %                                                       |
|                                                             | Les Républicains conservent                                 |                                                             |                                                             |                                                             |

### 2022
| Primaire républicaine de 2022 du 4e district congressionnel de l'Indiana | Primaire républicaine de 2022 du 4e district congressionnel de l'Indiana | Primaire républicaine de 2022 du 4e district congressionnel de l'Indiana | Primaire républicaine de 2022 du 4e district congressionnel de l'Indiana | Primaire républicaine de 2022 du 4e district congressionnel de l'Indiana |
| ------------------------------------------------------------------------ | ------------------------------------------------------------------------ | ------------------------------------------------------------------------ | ------------------------------------------------------------------------ | ------------------------------------------------------------------------ |
| Parti                                                                    | Parti                                                                    | Candidat                                                                 | Votes                                                                    | %                                                                        |
|                                                                          | Républicain                                                              | Jim Baird (sortant)                                                      | 50 342                                                                   | 100 %                                                                    |

| Primaire démocrate de 2022 du 4e district congressionnel de l'Indiana | Primaire démocrate de 2022 du 4e district congressionnel de l'Indiana | Primaire démocrate de 2022 du 4e district congressionnel de l'Indiana | Primaire démocrate de 2022 du 4e district congressionnel de l'Indiana | Primaire démocrate de 2022 du 4e district congressionnel de l'Indiana |
| --------------------------------------------------------------------- | --------------------------------------------------------------------- | --------------------------------------------------------------------- | --------------------------------------------------------------------- | --------------------------------------------------------------------- |
| Parti                                                                 | Parti                                                                 | Candidat                                                              | Votes                                                                 | %                                                                     |
|                                                                       | Démocrate                                                             | Roger Day                                                             | 5 680                                                                 | 68,2                                                                  |
|                                                                       | Démocrate                                                             | Howard Pollchik                                                       | 2 648                                                                 | 31,8                                                                  |

| Élection de 2022 du 4e district congressionnel de l'Indiana | Élection de 2022 du 4e district congressionnel de l'Indiana | Élection de 2022 du 4e district congressionnel de l'Indiana | Élection de 2022 du 4e district congressionnel de l'Indiana | Élection de 2022 du 4e district congressionnel de l'Indiana |
| ----------------------------------------------------------- | ----------------------------------------------------------- | ----------------------------------------------------------- | ----------------------------------------------------------- | ----------------------------------------------------------- |
| Parti                                                       | Parti                                                       | Candidat                                                    | Votes                                                       | %                                                           |
|                                                             | Républicain                                                 | Jim Baird (sortant)                                         | 134 864                                                     | 68,2                                                        |
|                                                             | Démocrate                                                   | Roger Day                                                   | 62 834                                                      | 31,8                                                        |
| Total des votes                                             | Total des votes                                             | Total des votes                                             | 197 698                                                     | 100 %                                                       |
|                                                             | Les Républicains conservent                                 |                                                             |                                                             |                                                             |

### 2024
| Primaire républicaine de 2024 du 4e district congressionnel de l'Indiana | Primaire républicaine de 2024 du 4e district congressionnel de l'Indiana | Primaire républicaine de 2024 du 4e district congressionnel de l'Indiana | Primaire républicaine de 2024 du 4e district congressionnel de l'Indiana | Primaire républicaine de 2024 du 4e district congressionnel de l'Indiana |
| ------------------------------------------------------------------------ | ------------------------------------------------------------------------ | ------------------------------------------------------------------------ | ------------------------------------------------------------------------ | ------------------------------------------------------------------------ |
| Parti                                                                    | Parti                                                                    | Candidat                                                                 | Votes                                                                    | %                                                                        |
|                                                                          | Républicain                                                              | Jim Baird (sortant)                                                      | 48 720                                                                   | 64,7                                                                     |
|                                                                          | Républicain                                                              | Charles Bookwalter                                                       | 20 504                                                                   | 27,2                                                                     |
|                                                                          | Républicain                                                              | John Piper                                                               | 6 052                                                                    | 8,0                                                                      |

| Primaire démocrate de 2024 du 4e district congressionnel de l'Indiana | Primaire démocrate de 2024 du 4e district congressionnel de l'Indiana | Primaire démocrate de 2024 du 4e district congressionnel de l'Indiana | Primaire démocrate de 2024 du 4e district congressionnel de l'Indiana | Primaire démocrate de 2024 du 4e district congressionnel de l'Indiana |
| --------------------------------------------------------------------- | --------------------------------------------------------------------- | --------------------------------------------------------------------- | --------------------------------------------------------------------- | --------------------------------------------------------------------- |
| Parti                                                                 | Parti                                                                 | Candidat                                                              | Votes                                                                 | %                                                                     |
|                                                                       | Démocrate                                                             | Derrick Holder                                                        | 7 709                                                                 | 63,5                                                                  |
|                                                                       | Démocrate                                                             | Rimpi Girn                                                            | 4 436                                                                 | 36,5                                                                  |

| Élection de 2024 du 4e district congressionnel de l'Indiana | Élection de 2024 du 4e district congressionnel de l'Indiana | Élection de 2024 du 4e district congressionnel de l'Indiana | Élection de 2024 du 4e district congressionnel de l'Indiana | Élection de 2024 du 4e district congressionnel de l'Indiana |
| ----------------------------------------------------------- | ----------------------------------------------------------- | ----------------------------------------------------------- | ----------------------------------------------------------- | ----------------------------------------------------------- |
| Parti                                                       | Parti                                                       | Candidat                                                    | Votes                                                       | %                                                           |
|                                                             | Républicain                                                 | Jim Baird (sortant)                                         | 209 794                                                     | 64,8                                                        |
|                                                             | Démocrate                                                   | Derrick Holder                                              | 100 091                                                     | 30,9                                                        |
|                                                             | Libertarien                                                 | Ashley Groff                                                | 13 710                                                      | 4,2                                                         |
| Total des votes                                             | Total des votes                                             | Total des votes                                             | 323 595                                                     | 100 %                                                       |
|                                                             | Les Républicains conservent                                 |                                                             |                                                             |                                                             |